# جیغ‌جیغ (کلیبر)
جیغ‌جیغ یکی از روستاهای استان آذربایجان شرقی است که دارای 45خانوارمی باشد و در دهستان قشلاق بخش آبش‌احمد شهرستان کلیبر واقع شده‌است.